# Birac (Charente)
Birac település Franciaországban, Charente megyében. Lakosainak száma 368 fő (2022. január 1.). Birac Châteauneuf-sur-Charente, Roullet-Saint-Estèphe, Val des Vignes és Bellevigne községekkel határos.

## Népesség
A település népessége az elmúlt években az alábbi módon változott:
| Lakosok száma | 246  | 221  | 214  | 248  | 347  | 366  | 361  | 364  | 369  | 368  |
|               | 1968 | 1982 | 1999 | 2006 | 2011 | 2015 | 2017 | 2018 | 2020 | 2022 |